# 射尾卓弥
射尾 卓弥（いお たくや）は、日本のイラストレーター、原画家。本名及び旧PNは「森藤卓弥」。元アークシステムワークス。

## 略歴
ゲームの原画、萌え系雑誌・ムックの寄稿イラストで活動中。2011年現在は、ロボットやメカニックのイラストを多く手掛け、プラモデルのパッケージも手掛ける。
ゲーム『Prismaticallization』（1999年）、読者参加企画の『Milky Season』（2000年 - 2001年）で名を挙げる。
旧PN時代は声優としてゲーム『GUILTY GEAR』（1998年）に出演した。

## 作品リスト

### ゲーム
- Prismaticallization（1999年） - キャラクターデザイン
- Milky Season（2002年） - 原画
- スーパーロボット大戦OG ORIGINAL GENERATIONS（2007年） - メカニックデザイン
- スーパーロボット大戦OG外伝（2007年）- メカニックデザイン
- スーパーロボット大戦OG ムーン・デュエラーズ（2016年） - メカニックデザイン

### アニメ
- RS計画 -Rebirth Storage-（2016年） - プロップデザイン
- ビックリメン（2023年） - メカニックデザイン
- 機動戦士ガンダムSEED FREEDOM（2024年） - メカニカルデザイン[1][2]
- 機動戦士Gundam GQuuuuuuX（2025年） - デザインワークス[3]

### その他
- Milky Season（2000年 - 2001年） - 読者参加企画。キャラクターデザイン
- ゼノサーガ エピソードII［善悪の彼岸］上巻（2004年） - 小説。挿絵
- マクロス・クロニクル（2008年 - 2010年） - 分冊百科。イラスト
- サン娘 〜Girl's Battle Bootlog（2017年） - Web小説。 イラスト・キャラクターデザイン

## 出演
- GUILTY GEAR（1998年） - 声の出演。ジャスティス、チップ・ザナフ 役